# Longin Chlebowski
Longin Zbigniew Chlebowski (ur. 25 lipca 1951 w Łodzi) – polski pracownik komunikacji miejskiej, polityk, działacz opozycji w PRL.

## Życiorys
W 1968 ukończył Zasadniczą Szkołę Zawodową w Łodzi. W latach 1973–1978 był pracownikiem Łódzkiego Kombinatu Budowlanego Zachód, a w okresie 1978–1981 MPK w Łodzi. Od 26 do 31 sierpnia 1980 należał do komitetu strajkowego w tym zakładzie, odpowiadając za bezpieczeństwo strajku. We wrześniu tego samego roku przystąpił do „Solidarności”, był także członkiem jej komitetu założycielskiego w łódzkim MPK oraz przewodniczącym komisji zakładowej. W 1981 był delegatem na I zjazd regionu Ziemia Łódzka oraz uczestnikiem I Krajowego Zjazdu Delegatów w Gdańsku. Po wprowadzeniu stanu wojennego 13 grudnia 1981 był wśród organizatorów strajku w MPK. Został aresztowany, a 13 stycznia 1982 skazany na karę 3 lat pozbawienia wolności przez Sąd Pomorskiego Okręgu Wojskowego w Bydgoszczy. Przebywał w zakładach karnych kolejno w Sieradzu, Łodzi i Hrubieszowie. Uczestniczył w wielu głodówkach protestacyjnych. 3 sierpnia 1983 na mocy amnestii został zwolniony. Współorganizował Duszpasterstwo Ludzi Pracy przy parafii oo. Jezuitów i przy parafii św. Teresy i św. Jana Bosko. W latach 1984–1989 zatrudniony był w pracowni metaloplastyki założonej przez Ryszarda Szczepaniaka. Od 1989 ponownie pracował w MPK i był delegatem na kolejne WZD regionu Ziemia Łódzka. Od 1991 do 1994 przewodniczył komisji międzyzakładowej MPK, został też delegatem na zjazd krajowy i członkiem komisji statutowej.
W 1990 był współzałożycielem Łódzkiego Porozumienia Obywatelskiego. W tym samym roku został radnym Łodzi, mandat pełnił do 1994. W radzie miejskiej przewodniczył Komisji Gospodarki Mieszkaniowej i Komunalnej. W latach 1997–2001 działał w Ruchu Społecznym AWS, zasiadał w prezydium zarządu wojewódzkiego tej partii. Od 2004 do 2007 należał do Partii Centrum, będąc wiceprzewodniczącym rady wojewódzkiej tego ugrupowania. Jako jego członek kandydował bez powodzenia do Sejmu z listy Prawa i Sprawiedliwości w wyborach parlamentarnych w 2007, otrzymując 2578 głosów.

## Odznaczenia i wyróżnienia
W 2007, za wybitne zasługi w działalności na rzecz przemian demokratycznych w Polsce, prezydent Lech Kaczyński odznaczył go Krzyżem Oficerskim Orderu Odrodzenia Polski. Wyróżniony także Krzyżem Wolności i Solidarności, Srebrnym Krzyżem Zasługi (1998), odznaką „Za Zasługi dla Miasta Łodzi” (1995), odznaką „Zasłużony Działacz Kultury” (2011) i medalem „O Niepodległość Polski i Prawa Człowieka 13 XII 1981 – 4 VI 1989” (2001).